# آکیورا اس‌ال‌ایکس

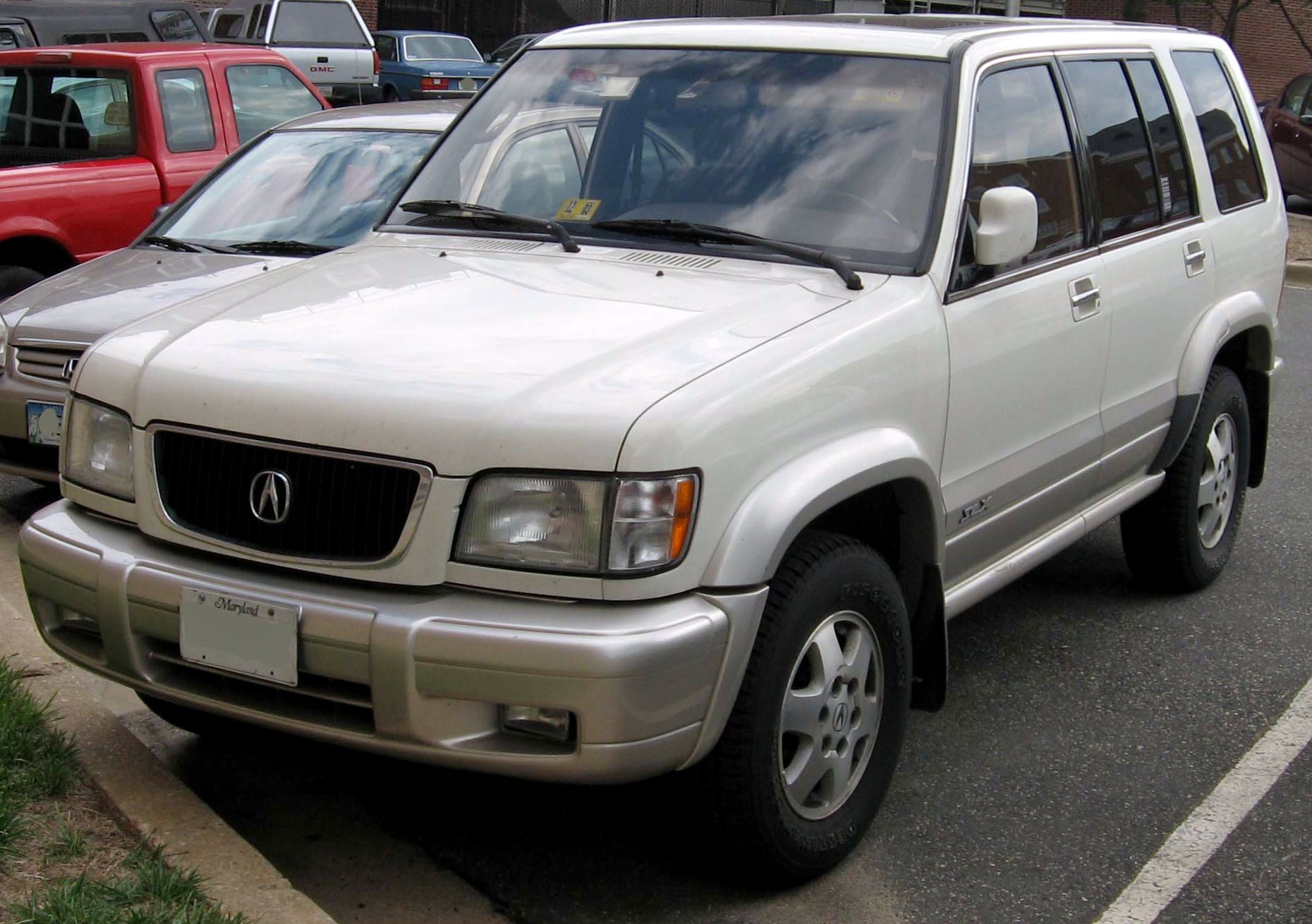

آکیورا اس‌ال‌ایکس (Acura SLX) خودرویی است که در سال‌های ۱۹۹۶–۱۹۹۹ (chassis DJ۵)در ژاپن تولید شده‌است. ‌سیستم جعبه‌دندهٔ آن ۴ دنده به صورت خودکار است.